# 2-й провулок Праці (Житомир)
2-й провулок Праці — провулок в Богунському районі міста Житомира.

## Характеристики
Г-подібний на плані. Бере початок від вулиці Праці, прямує спочатку на південний захід, згодом повертає на північний захід та завершується з'єднуючись з вулицею Миклухо-Маклая. Від провулку бере початок проїзд Бєльського. 

## Історичні відомості

### Історія назви
З 1977 по 2022 рік провулок мав назву 2-й Труда.
Рішенням сесії Житомирської міської ради від 15 грудня 2022 року № 665 «Про перейменування топонімічних об'єктів м. Житомира» провулок перейменовано на 2-й Праці.

### Історія формування провулка
Землі, на яких пізніше сформувався провулок, являли собою околиці хутора Видумка. З 1961 по 1971 рік землі перебували у складі смт Соколова Гора. У 1971 році приєднані до Житомира[джерело?].
Станом на кінець 1960-х рр. більша частина провулка являла собою стежку, що розділяла присадибні ділянки вулиці Вишневої (нині вулиця Вільський Шлях) від полів та городів, розташованих північніше. Внаслідок прокладання провулка, північні частини садиб вулиці Вільський Шлях відведені під нову садибну забудову південного боку нового провулка, згодом названого 2-м провулком Труда. Забудова південного боку провулка формувалася упродовж 1970 — 1980-х років. Північна сторона провулка почала забудовуватися у 1970-х роках та продовжує забудовуватися нині[джерело?].